# Six Mile Brook (dopływ West River of Pictou)
Six Mile Brook (do 26 marca 1976 Sixmile Brook) – strumień (brook) w kanadyjskiej prowincji Nowa Szkocja, w hrabstwie Pictou, płynący w kierunku południowo-wschodnim i uchodzący do West River of Pictou; nazwa Sixmile Brook urzędowo zatwierdzona 22 marca 1926. Dopływem Six Mile Brook jest Eight Mile Brook.